# Quartissimo
Quartissimo est un groupe de musique slovène composé des musiciens Žiga Cerar (1er violon), Matjaž Bogataj (2e violon), Luke Dukarić (viole) et Samo Dervišić (violoncelle). 

## Eurovision 2009
Le groupe représente la Slovénie lors de la seconde demi-finale du Concours Eurovision de la chanson 2009 à Moscou, le 14 mai 2009, avec leur chanson Love Symphony (« Symphonie de l'amour »). La chanson est interprétée par la chanteuse croate Martina Majerle mais le groupe ne parvient pas à atteindre la grande finale.